# Magnus Rydman (affärsman)
Magnus Gustaf Rydman, född 8 november 1891 i Åbo, död 3 juni 1970 i Helsingfors, var en finländsk affärsman.
Rydman innehade från 1912 olika befattningar inom det finländska affärslivet och anställdes 1929 vid Oy Ford Ab, där han var vd 1935–1956. På denna post gjorde han en insats vid utvecklandet av motorfordonstrafiken i landet. Han var 1936–1952 ordförande i Finlands ryttarförbund och därtill 1939–1946 ordförande i det internationella ryttarförbundet. Han förlänades hederstitel bergsråd 1955.